# 笑う男 (ミュージカル)
『笑う男 The Eternal Love -永遠の愛-』（原題：The Man Who Laughs）は、ヴィクトル・ユーゴーの小説『笑う男』を原作に韓国で創作されたミュージカル。脚本はロバート・ヨハンソン、音楽はフランク・ワイルドホーン、歌詞はジャック・マーフィー、演出は上田一豪。韓国では2018年7月に初上演、日本では2019年4月に日生劇場で上演された。

## あらすじ
『富者の天国は貧民の地獄である』
17世紀のイギリスが舞台。コンプラチコスという人身売買集団に誘拐され口の両端を引き裂かれたグウィンプレン。幼い彼はある日コンプラチコスから吹雪の中一人捨てられる。そして赤ん坊であったデアと出会う...。
その後、興行師ウルシュスと出会いウルシュスはグウィンプレンの奇形的な笑顔と盲人であったデアの話をもとに公演を創作し流浪劇団を立ち上げる。やがて時は経ち、グウィンプレンは青年へと成長すると欧州全域で最も有名な道化師となり、妹のように育ったデアと互いに愛情を抱くようになっていた。だがある日、グウィンプレンの前に肉親を名乗る裕福な者が現われる。自分の出生の秘密を知らされたことで平和であった3人の人生に新たな危機が迫る...。

## 作品概要
『笑う男』は「レ・ミゼラブル」「ノートルダム・ド・パリ」の原作者としても知られるヴィクトル・ユーゴーが「これより優れた小説を書いたことがない」と語ったほどの名作。1928年にデンマークで初の映画化、2012年にフランス・チェコ合作で映画化もされている。日本では2014年にWOWOWでフランス版の映画が放送されている。
舞台化については、脚本・演出のロバート・ヨハンソンが偶然、飛行機内で見たフランス版映画の『笑う男』に感動したことが制作のきっかけとなった。飛行機を降りてすぐに作曲家のフランク・ワイルドホーンに「この映画をすぐ見て欲しい」と電話をかけ、フランクもまた映画の魅力にはまり作曲に取り掛かったと言われている。その後韓国のEMKミュージカルカンパニーの代表に舞台化の話を持ちかけ、韓国での初の舞台化が決定された。

## 登場人物
- グウィンプレン − 主人公。幼い頃に口の両はしを切り裂かれいつも笑っているような顔にされた青年。奇形な顔をしているが官能的である。
- デア − ヒロイン。天使のように美しく優しい盲目の少女。グウィンプレンとは相思相愛。
- ウルシュス − 旅人であり興行師。人間を嫌悪している。幼いグウィンプレンとデアを育てる。
- ジョシュアナ女性公爵 − アン女王の腹違いの妹。裕福で美しいが傲慢な性格の女性。
- デイヴィッド・ディリー・ムーア卿 − 故クランチャリー卿の後継者。
- フェドロ − 下僕。嫉妬と憎悪を抱いている。
- アン女王 − 故ジェームズ国王の娘でイギリス帝国の女王。利己的な性格の人物。

## スタッフ
- 脚本：ロバート・ヨハンソン
- 音楽：フランク・ワイルドホーン
- 歌詞：ジャック・マーフィー
- 韓国版演出：ロバート・ヨハンソン
- 日本版演出：上田一豪

## 韓国での世界初演
2018年7月〜10月
- 公演期間

2018年7月10日〜8月26日（芸術の殿堂）
2018年9月4日〜10月28日（ブルースクエア・インターパークホール）
- キャスト

| 役名                           | 韓国版キャスト                                     |
| ------------------------------ | -------------------------------------------------- |
| グウィンプレン                 | パク・ヒョシン/スホ（EXO）/パク・ガンヒョン        |
| デア                           | ミン・ギョンア / イ・スビン                        |
| ウルシュス                     | チョン・ソンファ/ヤン・ジュンモ/ムン・ジョンウォン |
| ジョシアナ女性公爵             | シン・ヨンスク/チョン・ソナ                        |
| デヴィット・ディリー・ムーア卿 | カン・テウル/ジョフィ                              |
| フェドロ                       | イ・サンジュン                                     |

再現期間2020年1月9日~2020年3月1日(芸術の殿堂)再現キャスト:パクカンヒョン、キュヒョン、イ・ソクフン、守護(EXO)/ミンヨンキ、ヤンジュンモ/李洙彬(イ・スビン、カンヒェイン/シンヨンスク、キムソヒャン/李サンジュン/カンテウルなど

## 日本での上演

### 公演期間
2019年
- 2019年4月9日〜25日 - 日生劇場
- 2019年5月3日〜6日 - 御園座
- 2019年5月10日〜12日 - 新川文化ホール
- 2019年5月16日〜19日 - 梅田芸術劇場
- 2019年5月25日〜26日 - 北九州ソレイユホール

2022年
- 2022年2月3日〜19日 - 帝国劇場※予定

### キャスト
| 役名                           | 2019年                           | 2022年                           |
| ------------------------------ | -------------------------------- | -------------------------------- |
| グウィンプレン                 | 浦井健治                         | 浦井健治                         |
| デア                           | 夢咲ねね / 衛藤美彩（Wキャスト） | 真彩希帆 / 熊谷彩春（Wキャスト） |
| ウルシュス                     | 山口祐一郎                       | 山口祐一郎                       |
| ジョシアナ女性公爵             | 朝夏まなと                       | 大塚千弘                         |
| デヴィット・ディリー・ムーア卿 | 宮原浩暢                         | 吉野圭吾                         |
| フェドロ                       | 石川禅                           | 石川禅                           |